# Митинский радиорынок

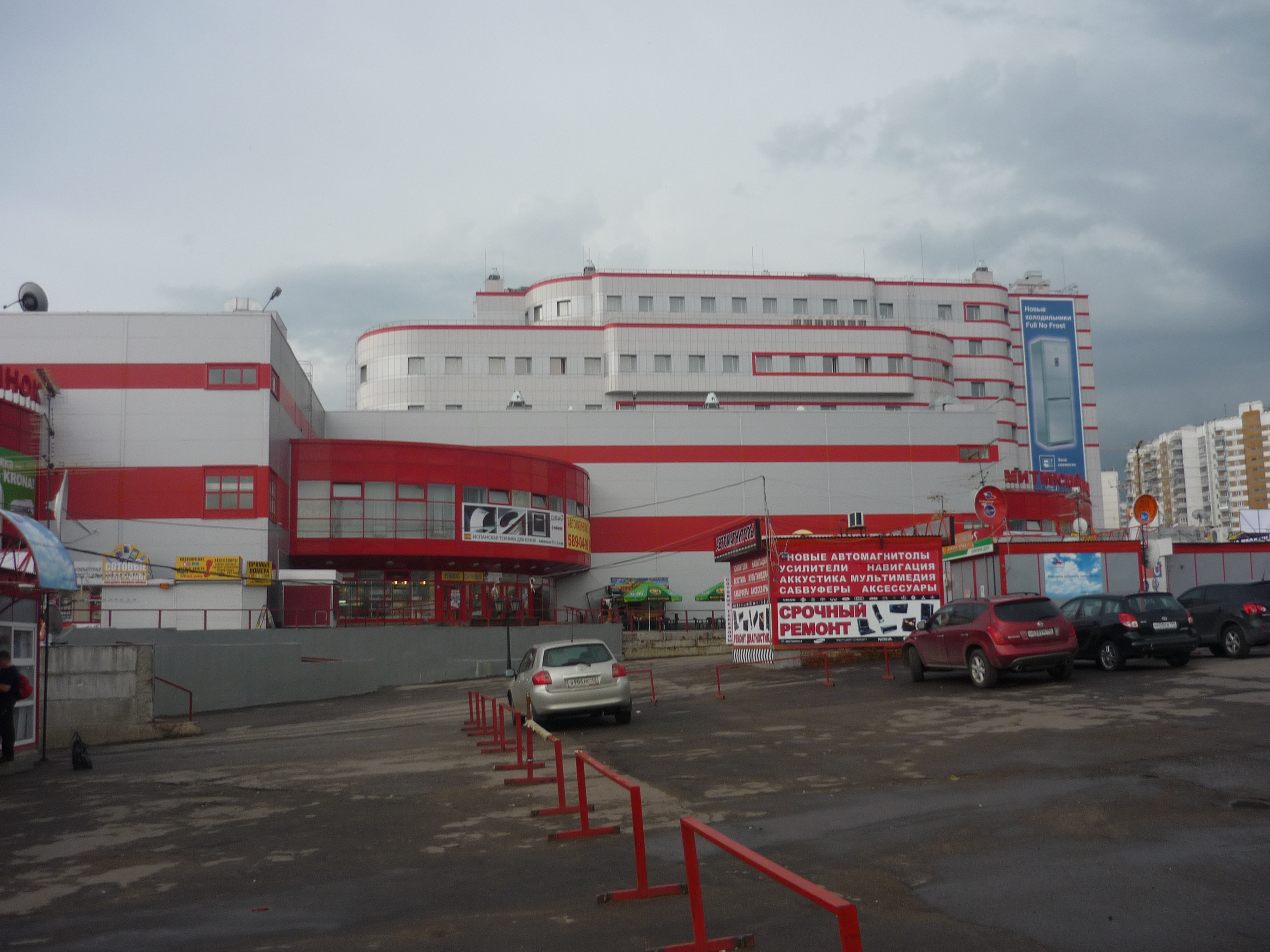
ТЦ «Митинский радиорынок» в 2009 году

Митинский радиорынок — один из самых известных рынков электронных товаров Москвы в 1990-е годы. В настоящее время представляет собой торговый центр. Расположен в районе Митино по адресу Пятницкое шоссе, 18.

## История
В конце 1980-х годов возник стихийный рынок в Покровско-Стрешневском лесопарке в Тушино, где торговали дефицитными радиодеталями и микросхемами (многие из которых были просто украдены с соответствующих предприятий). Затем фирма «Электроника-компьютер-сервис» решила легализовать этот стихийный рынок и заключила с городскими властями договор аренды территории. Но у нее сразу появились конкуренты, против гендиректора фирмы «Электроника-компьютер-сервис» Присяжнюка, как утверждается сфабриковали уголовное дело, а договор аренды с ней не продлили. После этого «неизвестные люди» попытались установить контроль над рынком — стали собирать деньги за вход и место. Тогда вмешались городские власти, радиорынок в Тушино был ликвидирован, а на его месте появился вещевой рынок. Поэтому в 1994 году торговцы с тушинского радиорынка стихийно перебрались в Митино, где их «легализовала» фирма «Русское золото» Александра Таранцева, которая, как утверждалось, была связана с Ореховской организованной преступной группировкой. 
В середине 1990-х годов на Митинском радиорынке продавались не только радиодетали, но и «самодельно» собранные компьютеры (ZX Spectrum, Орион-128 и иные) и даже телевизоры. Рынок также был известен как место продажи краденой электронной техники, нелегальных баз данных и пиратской аудио- и видеопродукции. 
В 2005—2008 годах «Русское золото» построила рядом с Митинским радиорынком торговый центр, сохранивший такое же название, а на месте бывшего рынка была устроена автопарковка.